# Dudenrother Schanze
Die Dudenrother Schanze ist eine abgegangene Niederungsburg vom Typus einer Turmhügelburg (Motte) am heutigen Schinderhannes-Radweg in der Nähe der Ortsgemeinde Braunshorn, Ortsteil Dudenroth, im Rhein-Hunsrück-Kreis in Rheinland-Pfalz.

## Geschichte
Zur Geschichte der Burg ist nichts Näheres bekannt. Als Erbauer kommen die Freiherren von Braunshorn in Betracht, zu deren Herrschaftsgebiet Dudenroth gehörte und deren Stammsitz auf Burg Braunshorn nur ca. 2 km entfernt lag.
Für Dudenroth sind 1438 Güter erwähnt, die sich im Besitz von Johann vom Walde und Kraft von Reichenstein befinden.

## Anlage

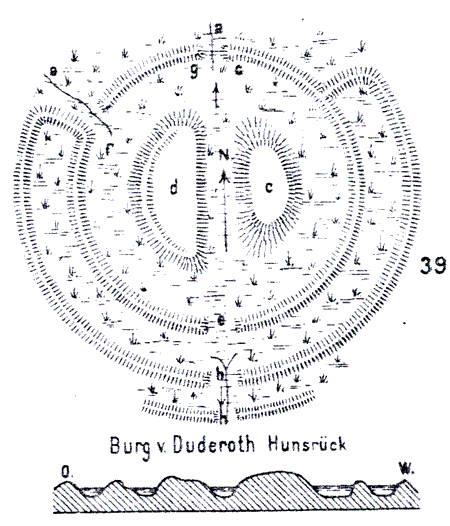
Grundriss der Dudenrother Schanze nach Cohausen

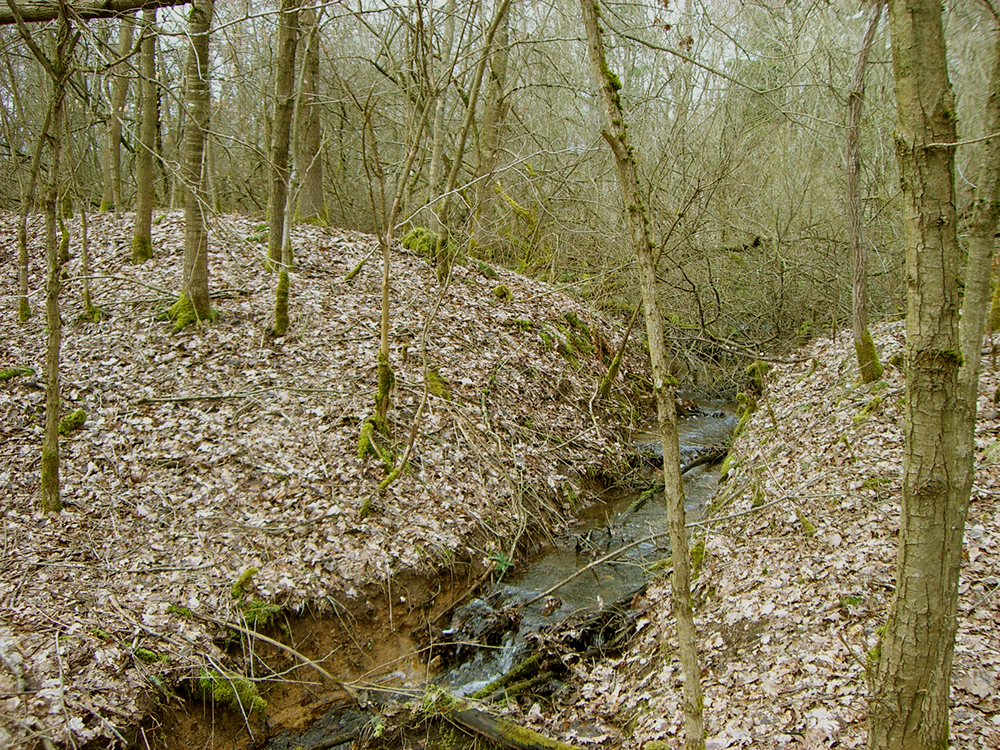
Südlicher Wasseraustritt am inneren Wall, von Süden fotografiert.

Im Jahre 1787 wird „die Burg“ als eine Verschanzung von etwa 200 Schuhen (Fuß) im Durchmesser mit zwei Gräben und einem hohen Wall beschrieben.
Eine ausführlichere Darstellung liefert Karl August von Cohausen im Jahre 1852. Die Schanze wird von ihm als runder künstlicher, durch eine wasserführende Eingrabung zweigeteilter Hügel beschrieben, umgeben von konzentrischen Wall- und wassergefüllten Grabenanlagen. Die Wälle waren außer auf der Angriffsseite so schmal, dass sie keinen Wehrgang zu tragen vermochten. Der Haupthügel besaß eine Höhe von 20 Fuß, der äußere Damm einen Durchmesser von ca. 190 Schritt.
Diesen Beschreibungen zufolge handelte es sich bei der Dudenrother Schanze um eine mittelalterliche Turmhügelburg (Motte). Funde weisen auf eine schiefergedeckte Fachwerkbebauung hin.
Die heutige Anlage ist nur noch in kleinen Wall- und Gräbenresten zu erkennen, da Anfang des 20. Jahrhunderts die Bahntrasse der Hunsrückbahn mittig von Osten nach Westen durch den Hügel gelegt wurde. Laut Literatur geschah dies 1905/1906, in der topographischen Karte von 1903 ist jedoch die Bahntrasse und der Wallrest schon verzeichnet.

## Funde
Cohausen fand den Hügel von Grabungslöchern zerwühlt vor. Oberflächlich waren ziegelrote, ziemlich hart gebrannte Scherben, offenbar angeziegelten Hüttenlehm und Schieferstücke zu erkennen. Die Oberfläche der Scherben war rau, sandig und mit eingekratzten schrägen Strichen verziert. Von Einwohnern wird berichtet, sie haben zudem „schwarz verbrannte Frucht“ (Holzkohle?) gefunden.